# نوتگوردن
نوتگوردن (سوئدی: Notgården) نام مکانی است که کوه‌های اورمبرگت قرار گرفته‌اند. نوتگاردن در شهری به نام لودویکه در سوئد پنهان است و حدود ۳۰۰-۴۵۰ ساکن دائم دارد.